# Sentier Solitude
Le sentier Solitude est un sentier de randonnée de 6,5 km situé en Guadeloupe sur l'île de Basse-Terre sur le territoire de la commune de Sainte-Rose. 

## Description
La randonnée commence à la station volcanologique du Morne Mazeau, traverse le bois du Comté en longeant la rivière de Nogent et aboutit au lieu-dit Solitude. 
Elle a été nommée en hommage à Solitude, une fille d'esclave qui est entrée en marronnage à la suite du rétablissement de l'esclavage en 1802 en Guadeloupe.